# Trdinov vrh
Trdinov vrh (hrvaško Sveta Gera) je 1178 metrov visok hrib, ki predstavlja najvišji vrh Gorjancev (hrvaško Žumberak oz. Žumberačka gora). Je priljubljena izletniška točka tako slovenskih kot hrvaških pohodnikov. Po vrhu poteka meddržavna meja med Slovenijo in Hrvaško, natančneje med naselji Gabrje in Cerov Log na slovenski strani in Rajakovići na hrvaški. Iz Gabrja in Rajakovićev pripeljeta na vrh tudi makadamski cesti. Sama točka vrha, ki jo obeležuje visok betonski razgledni stolp, se nahaja na hrvaški strani, prav tako pa tudi Cerkev sv. Elije (sv. Ilije), na slovenski pa Vojašnica Trdinov vrh, v kateri je od leta 1991 nastanjena Slovenska vojska. Na slovenski strani se nahaja Cerkev sv. Jere (uradno v Gabrju), po kateri je hrib dobil tako slovensko (do preimenovanja leta 1923) kot hrvaško ime, ter telekomunikacijski stolp (uradno v Cerovem Logu). Na severnem pobočju (v Cerovem Logu) se nahaja pragozd Trdinov vrh, ki se vzpne skoraj do vojašnice.
Pod Trdinovim vrhom, vzhodno od sv. Miklavža, izvira potok Pendirjevka.

## Ime
Prvotno vrh ni imel imena, ampak so ga domačini poimenovali opisno, po cerkvi sv. Jere kar Vrh svete Jere. Starejši nemški in madžarski viri so vrh imenovali St. Geraberg ali Gorianc.
Leta 1922 so Slovenci vrh poimenovali po Janezu Trdini., Slovesnost (krst) se je zgodila leto pozneje, 15. avgusta 1923.

## Kronološki pregled
- 1447 - prva omemba cerkve sv. Jere
- 1530 - začetek selitve Uskokov v Žumberak in s tem verjetno povezana gradnja cerkve sv. Elije
- 1802 - opuščena cerkev sv. Jere
- 1889 - markirana prva planinska pot na vrh na pobudo Johannesa Frischaufa
- 1899 - urejeno prvo razgledišče
- 1905 - markirana pot iz Novega mesta
- 1923 - vrh Sveta Jera preimenovan v Trdinov vrh na pobudo Ferdinanda Seidla
- 1934 - ob triangulacijskem stebru postavljena 21 metrov visoka lesena piramida
- 1960 - postavljen nov, 15 metrov visok betonski stolp
- 1968 - zgrajena cesta na Trdinov vrh s slovenske strani in za tem zgrajen vojaški objekt Jugoslovanske vojske
- 1980 - pravno zavarovan pragozd Trdinov vrh
- 1984 - postavljen 90 m visok telekomunikacijski stolp
- 1991 - JLA zapusti vojaški objekt, s soglasjem Hrvaške ga zasede Teritorialna obramba Republike Slovenije
- 1992 - predstavljene razvaline cerkve sv. Elije
- 1993 - predstavljene razvaline cerkve sv. Jere in urejen nadstrešek z zvonom
- 1993 - zgrajena cesta na Trdinov vrh s hrvaške strani
- 1999 - ustanovljen Park prirode Žumberak – Samoborsko gorje na hrvaški strani

## Oddajani programi
| FM radio  | FM radio  | FM radio | FM radio                     |
| Frekvenca | Moč (ERP) | RDS      | Program                      |
| --------- | --------- | -------- | ---------------------------- |
| 90.9 MHz  | 7.5 kW    | PRVI     | Radio Slovenija - 1. program |
| 94.6 MHz  | 1 kW      | SRAKA    | Radio Sraka                  |
| 97.6 MHz  | 10 kW     | VAL 202  | Val 202                      |
| 100.6 MHz | 11.2 kW   | ARS      | Ars                          |
| 103.0 MHz | 5 kW      | AKTUAL D | Radio Aktual Dolenjska       |
| 106.6 MHz | 15 kW     | KRKA     | Radio Krka                   |

| Digitalni radio (DAB+) | Digitalni radio (DAB+) | Digitalni radio (DAB+) | Digitalni radio (DAB+) | Digitalni radio (DAB+) | Digitalni radio (DAB+)                      | Digitalni radio (DAB+)                         |
| Blok                   | Frekvenca (MHz)        | Multipleks             | Programi | ERP (kW)               | Sevalni diagram krožna (ND) / usmerjena (D) | Polarizacija horizontalna (H) / vertikalna (V) |
| ---------------------- | ---------------------- | ---------------------- | --- | ---------------------- | ------------------------------------------- | ---------------------------------------------- |
| 10D                    | 215,072                | R1                     | - Prvi program - Val 202 - Ars - Radio Slovenia International - Radio Ognjišče - Hitradio Center - Radio 1 - Radio 1 80-a - Rock Radio - Radio City - Radio Študent - Radio Salomon - Radio Veseljak - Radio NET FM - Radio Ekspres - Radio Aktual | ?                      | D                                           | V                                              |

| Frekvenca (MHz) | Multipleks     | Programi v multipleksu | Polarizacija horizontalna (H) vertikalna (V) | Zaščitni interval |
| --------------- | -------------- | --- | -------------------------------------------- | ----------------- |
| 225,648         | MULTIPLEX R2 E | - Radio Maribor - Pomurski madžarski radio - Radio Krka - Koroški radio - Radio Ptuj - Radio Murski val - Radio Sraka - Radio Maxi - Radio Aktual Kum - Radio Celje - Radio Velenje - Štajerski val - Radio BOB - Radio Antena - Radio Fantasy | V                                            | 3A                |

| Digitalna televizija (DVB-T) | Digitalna televizija (DVB-T) | Digitalna televizija (DVB-T) | Digitalna televizija (DVB-T)                                | Digitalna televizija (DVB-T) | Digitalna televizija (DVB-T)                | Digitalna televizija (DVB-T)                   |
| Kanal                        | Frekvenca (MHz)              | Multipleks                   | Programi                                                    | ERP (kW)                     | Sevalni diagram krožna (ND) / usmerjena (D) | Polarizacija horizontalna (H) / vertikalna (V) |
| ---------------------------- | ---------------------------- | ---------------------------- | ----------------------------------------------------------- | ---------------------------- | ------------------------------------------- | ---------------------------------------------- |
| 32                           | 562                          | MULTIPLEX A                  | - SLO 1 - SLO 2 - SLO 3 - TV MARIBOR - TV KOPER - VAS KANAL | 100                          | ND                                          | H                                              |

| Analogna televizija (izklopljena 01. 12. 2010) | Analogna televizija (izklopljena 01. 12. 2010) | Analogna televizija (izklopljena 01. 12. 2010) | Analogna televizija (izklopljena 01. 12. 2010) |
| Kanal                                          | Frekvenca (MHz)                                | Program                                        | Polarizacija horizontalna (H)/ vertikalna (V)  |
| ---------------------------------------------- | ---------------------------------------------- | ---------------------------------------------- | ---------------------------------------------- |
| 35                                             | 586,25                                         | TV Slovenija 1                                 | H                                              |
| 50                                             | 706,25                                         | TV Slovenija 2                                 | H                                              |
| 41                                             | 634,25                                         | Vaš kanal                                      | H                                              |
| 29                                             | 538,25                                         | Pop TV                                         | V                                              |
| 69                                             | 858,25                                         | Kanal A                                        | H                                              |